# Elimaea schmidti
Elimaea schmidti är en insektsart som beskrevs av Krauss 1903. Elimaea schmidti ingår i släktet Elimaea och familjen vårtbitare. Inga underarter finns listade i Catalogue of Life.